# Revue de synthèse
La Revue de synthèse est un périodique scientifique français fondé par Henri Berr en 1900 sous le titre Revue de synthèse historique, publiée à partir des années 1925 par la fondation « Pour la science » - Centre international de synthèse (Paris) également fondé par Berr. Cette importante revue a connu divers partenaires éditoriaux depuis sa création. Aujourd'hui, elle est publiée sous forme papier et sous forme électronique par cette fondation avec les éditions Brill (Leyde).

## Histoire du périodique
En 1900, en fondant la Revue de synthèse historique, l’objectif de Henri Berr est de répondre aux excès de l’érudition et du cloisonnement des disciplines : il s'inscrit en cela dans la lignée des encyclopédistes de l'époque des Lumières, mais prend du recul par rapport au scientisme. La revue se présente donc comme un lieu de rencontre interdisciplinaire, notamment entre les philosophes et les historiens, les géographes et les sociologues. Elle acquiert très vite une légitimité dans le champ des revues savantes et exerce une influence significative dans l’émergence d’une nouvelle façon de penser, analyser et dire l'Histoire, qui s'est concrétisée d'abord avec la création de la collection encyclopédique L'Évolution de l'humanité, coanimée avec Lucien Febvre, puis, plus tard, avec la création, en 1929, par ce dernier et Marc Bloch, des Annales d'histoire économique et sociale.
La Revue de synthèse a connu plusieurs séries.
De 1900 à 1913, la première série applique le projet initial d'Henri Berr.
Au bout de dix ans et parallèlement à la formation de la collection « L'Évolution de l'humanité » (initiée en mai 1914, elle fut d'abord publiée à La Renaissance du livre), la seconde série, publiée de 1913 à 1930, continue les objectifs initiaux de la Revue de synthèse historique et les étend aux débats qui alors touchent aux renouvellements des sciences mathématiques et physique, à ceux de la philosophie et de l’histoire des sciences, et à la formation des nouvelles orientations des sciences sociales.
La Revue devient alors l’organe de la Fondation « Pour la science » et du Centre international de synthèse, créés en 1925 par Henri Berr. Elle se transforme quelques années plus tard en une troisième série, parue de 1931 à 1985, intitulée Revue de synthèse. C'est sous ce titre qu'elle paraît encore aujourd’hui. La réorientation de 1931 est contemporaine de la création des Annales. La Revue de synthèse accueille dès lors les travaux de philosophie, d’histoire des sciences et de réflexion sur les sciences sociales et les sciences humaines.
La quatrième série, publié comme la précédente en partenariat avec les éditions Albin Michel de 1986 à 2001, vise, dans le contexte de l'affaiblissement des certitudes en histoire économique et sociale, à réactiver l’histoire intellectuelle et l’histoire des sciences à l'initiative de Jacques Roger, d'Ernest Coumet et de Jean-Claude Perrot. Quelques décennies plus tard, elle renoue avec la question initiale : « comment formuler l’agenda de l’histoire et des sciences sociales en le soumettant aux impératifs actuels de la critique philosophique et de l’exigence des sciences mathématiques, physiques et biologiques ? ».
Une cinquième série voit le jour en partenariat avec les éditions Rue d'Ulm et l'École normale supérieure, couvrant les années 2002 à 2006, prolongeant cette longue tradition d’explorations prudentes et rigoureuses des articulations et des rencontres entre des disciplines distinctes mais nécessairement solidaires et l’état critique actuel des sciences et des sciences sociales.
Un siècle après sa création, la Revue de synthèse a tiré un bilan des transformations des rapports entre les disciplines et des renouvellements techniques et économiques propres à l'édition scientifique. Elle a ainsi été conduite à ouvrir en 2007 une sixième série en partenariat avec les éditions Springer Verlag, prolongeant son action sur la scène scientifique internationale.
Nous nous sommes formé l’idéal d’une revue qui se rajeunirait et se renouvellerait sans cesse, en portant toujours son effort du bon côté.

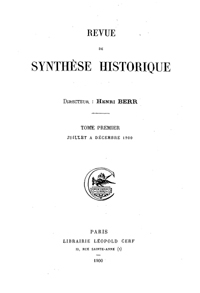
1900 (1re sér.) Fond. « Pour la science »
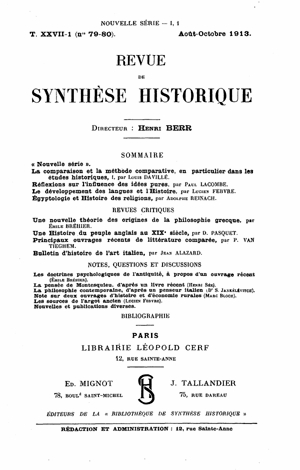
1913 (2e sér.) Fond. « Pour la science »
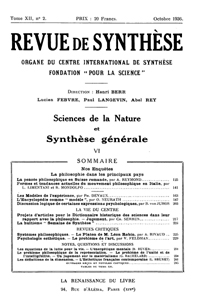
1936 (3e sér.) Fond. « Pour la science »
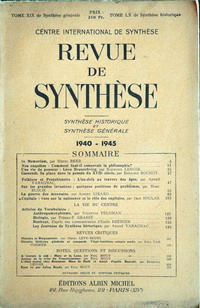
1945 (3e sér.) Fond. « Pour la science »

## Au début duXXIesiècle
La Revue de synthèse caractérise en 2009 son activité en ces termes :

« Grâce au concours d'universitaires français et étrangers, la Revue de synthèse accueille aujourd'hui des travaux d'histoire intellectuelle, d'épistémologie, de philosophie, de sociologie, d'histoire économique, sociale, juridique et culturelle. Elle a la vocation d'animer les réflexions situées au carrefour entre la philosophie, l'histoire des sciences et l'histoire générale en encourageant les recherches et les échanges sur les questions touchant aux fondements des sciences sociales, aux renouvellements de l'enquête sur les sciences, aux développements des voies nouvelles propres à l'histoire intellectuelle.
Ainsi la revue se propose d'étudier l'activité cognitive historiquement datée des savants, des philosophes, des hommes de pouvoir ou des clercs ; elle réinsère l'élaboration des concepts et des idées, au sens classique du terme, dans son milieu génétique : l'environnement anthropologique, linguistique, institutionnel et social qui en autorise l'expression et la diffusion. En bref, la Revue de synthèse porte la plus grande attention à l'histoire du travail intellectuel. Elle cherche à éclairer les critères de scientificité des sciences sociales. Elle occupe à ce titre une place originale dans l'ensemble des publications françaises et internationales. »

Dans un contexte de mutation des partages disciplinaires en France et à l'étranger, la Revue de synthèse entend assumer aujourd'hui sa charge en renouant plus que jamais avec sa fonction originelle, au carrefour entre philosophie, histoire, sciences et sciences sociales, agissant au cœur de la formation des futurs savants. Du fait de son partenariat depuis 2007 avec l'éditeur scientifique Springer Verlag, puis les éditions Brill depuis 2017, elle intervient plus facilement à l'échelle internationale.
La rédaction de la Revue observe que de tels renouvellements ne peuvent avoir lieu de manière pertinente sans une réflexion sur l’itinéraire de savoirs spécialisés au XXe siècle. Elle encourage donc délibérément, depuis le début des années 1990, les travaux sur l’histoire des sciences et l’histoire intellectuelle du siècle dernier, cela par l’organisation de journées d’études, par la mise à disposition de ses archives à l’Institut pour la Mémoire de l’édition contemporaine (IMEC), par la publication d'ouvrages spécialisés, enfin par la numérisation de son corpus en partenariat avec la Bibliothèque nationale de France, et les éditions Brill.
La Revue de synthèse est dirigée depuis 1995 par Éric Brian. Elle est préparée par une équipe rédactionnelle formée fin 2021 par Caroline Ehrhardt, Joël Chandelier et Ronan Le Roux. Son comité de rédaction est composé de Charles Alunni, Mathieu Arnoux, Claude Blanckaert, Michel Blay, Dominique Bourel, Jean-Pierre Cléro, Dominique Margairaz, Pierre-François Moreau, Bertrand Müller, Valérie Tesnière, Jean-Marc Rohrbasser et Jean-Pierre Schandeler. Les perspectives des sixième et septième séries sont indiquées dans l'article bilingue Travail de synthèse et diversité des langues/Synthesis work and diversity of languages, qui ouvre le no 1 de l'année 2007.
Diffusée en parallèle par la voie électronique et la voie papier, la Revue de synthèse paraît au rythme de deux fascicules doubles par an. À chaque fois, il s’agit ou bien de rendre compte d'un chantier entretenu de longue haleine, ou bien de rendre compte d'un dossier d’actualité de la recherche grossi de textes additionnels ou de documents pertinents. Une part importante de la publication est réservée aux revues critiques, aux chroniques de la recherche, aux comptes rendus et aux notes de lecture.

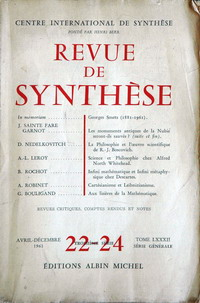
1960 (3e sér.) Fond. « Pour la science »
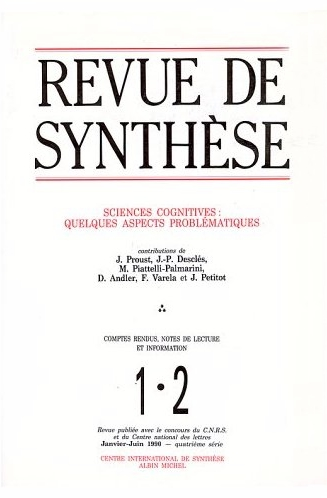
1990 (4e sér.) Fond. « Pour la science »
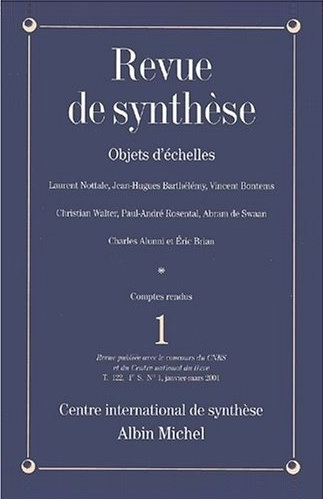
2001 (4e sér.) Fond. « Pour la science »
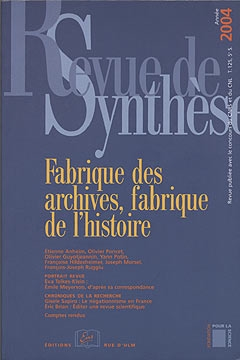
2004 (5e sér.) Fond. « Pour la science »